# Historia społeczna
Historia społeczna – dziedzina badań historycznych zajmująca się dziejami społeczeństw oraz funkcjonujących w ich ramach klas i grup społecznych. Szczególnie bliskie związki łączą ją z socjologią, antropologią, demografią historyczną, historią kultury materialnej oraz historią gospodarczą, z którą często jest określana wspólnie jako historia społeczno-gospodarcza